# Bibliothèque Nationale de la République démocratique du Congo
La Bibliothèque nationale de la République démocratique du Congo (BNC en sigle) a été créée en 1974. Elle est située à Kinshasa, en République démocratique du Congo (RDC).
C’est par ordonnance n° 89-010 du 18 janvier 1989 qu’est née la Bibliothèque nationale de la République démocratique du Congo dans sa forme de service public à caractère technique et scientifique doté de la personnalité juridique de droit congolais et placé sous tutelle du Ministre de la culture et des arts.